# 東海聖書神学塾
座標: 北緯35度8分48.1秒 東経136度54分12.7秒 / 北緯35.146694度 東経136.903528度

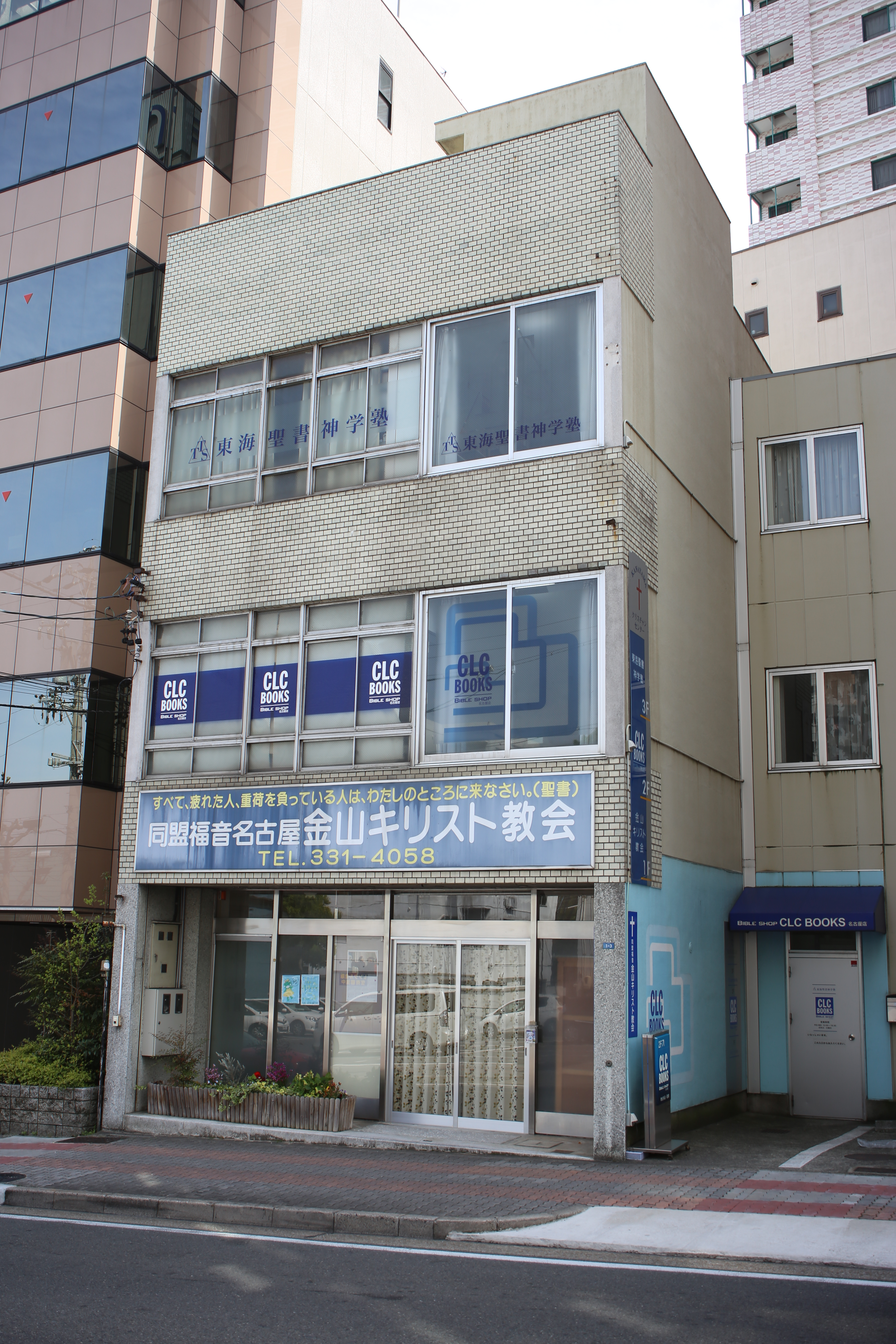
東海聖書神学塾が入居する金山キリスト教会（2017年4月）

東海聖書神学塾（とうかいせいしょしんがくじゅく、英語: Tokai Bible Theological Seminary）は、名古屋市中区にある、プロテスタントの超教派の神学校。羽鳥純二が創設し、長年塾長を務めた。現在は河野勇一が塾長を務める。聖書信仰、福音主義、超教派を標榜している。
4年制の教職志願コースと2年ないし4年制の信徒奉仕者コースがあり、牧師夫人講座も隔週の2年コースで行われている。また、牧師のための研究科もあり、月1回牧会事例研究が行われている。
高校卒業以上の学力を保持し、召命を受けた献身者が入塾資格を持つ。